# الیزاوتا گولووانووا
الیزاوتا گولووانووا (به انگلیسی: Elizaveta Golovanova) (زاده ۲ آوریل ۱۹۹۳) مدل روسی است.
او در سال ۲۰۱۲ دختر شایسته روسیه شد.